# Duffel

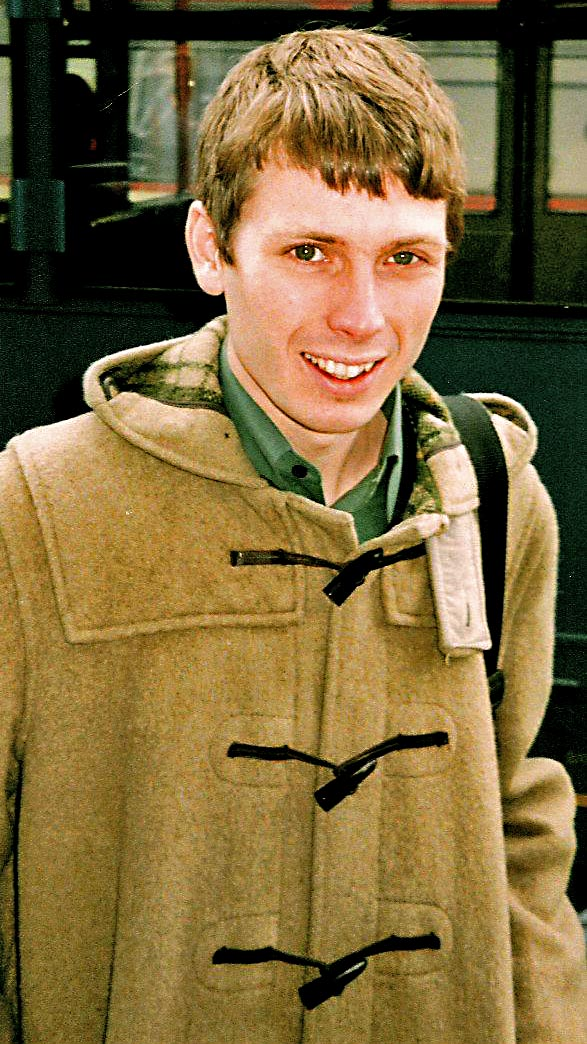
Alex Kapranos i en duffel.

Duffel är en ytterrock vanligtvis gjord i ylle och finns för både herrar och damer. Den ursprungliga modellen som kommer från Storbritannien, har ofta kapuschong och koniska knappar gjorda av horn. Ylletyget till rockarna kom ursprungligen från orten Duffel i Belgien, därav namnet.